# Saint Kitts och Nevis damlandslag i fotboll
Saint Kitts och Nevis damlandslag i fotboll representerar Saint Kitts och Nevis i fotboll på damsidan. Dess förbund är St. Kitts and Nevis Football Association.